# Delphine de Custine
Louise Delphine Éléonore Mélanie de Sabran marquise de Custine, née à Paris le 18 mars 1770, et morte le 13 juillet 1826 à Bex, en Suisse, est une aristocrate française.
Après avoir été incarcérée et avoir perdu son mari, guillotiné durant la Révolution, elle se consacre à l'éducation de son fils, Astolphe-Louis-Léonor, marquis de Custine, l'emmenant en Italie et en Suisse. Libre penseuse, elle est ensuite une figure littéraire et sociale de premier plan durant la période napoléonienne.

## Biographie
Louise Delphine Éléonore Mélanie de Sabran naît à Paris le 18 mars 1770 dans la maison de Sabran, une famille de la noblesse française,. Elle est la fille de Joseph de Sabran, comte de Grammont et de Beaudinar et de Françoise Éléonore Dejean de Manville. Elle est une descendante de Marguerite de Provence, épouse de Saint Louis. Son père décède en 1775 et sa mère se remarie plus tard avec le poète Stanislas de Boufflers.
Delphine de Sabran épouse François de Custine, le fils d'Adam Philippe, comte de Custine, maréchal de camp des armées du Roi. D'une famille ouverte aux idées réformistes, François de Custine est nommé en 1792, à 22 ans, à une ambassade auprès du Duc de Brunswick. Le couple a un premier fils en 1788, Gaston, qui mourra en 1792. Un second fils naît en 1790 : Astolphe-Louis-Léonor, marquis de Custine. Celui-ci a livré un témoignage direct sur la vie de ses parents pendant la Révolution dans son ouvrage La Russie en 1839.
Pendant la Terreur, Delphine de Custine défend son beau-père devant le Tribunal révolutionnaire. Elle est emprisonnée à la prison des Carmes avec son mari et son beau-père qui seront tous deux guillotinés. Elle est libérée lors de la chute de Maximilien Robespierre, n'échappant à la guillotine que de justesse,,.
« A vingt-trois ans, Delphine avait déjà fait l'apprentissage de tous les désespoirs...courageuse et timide, sensuelle, malheureuse et charmante, étonnamment soumise à tous ses amants successifs... elle a été en quelques années la maîtresse de Boissy d'Anglas, d'Antoine de Lévis, d'Emmanuel de Grouchy, du général Miranda et enfin du précepteur suisse de son fils Astolphe, M.Berstoecher, avant une liaison avec François-René de Chateaubriand » qui durera vingt ans.

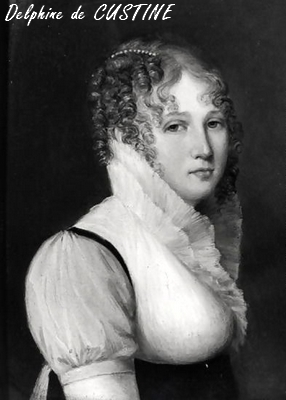
Delphine de Custine.

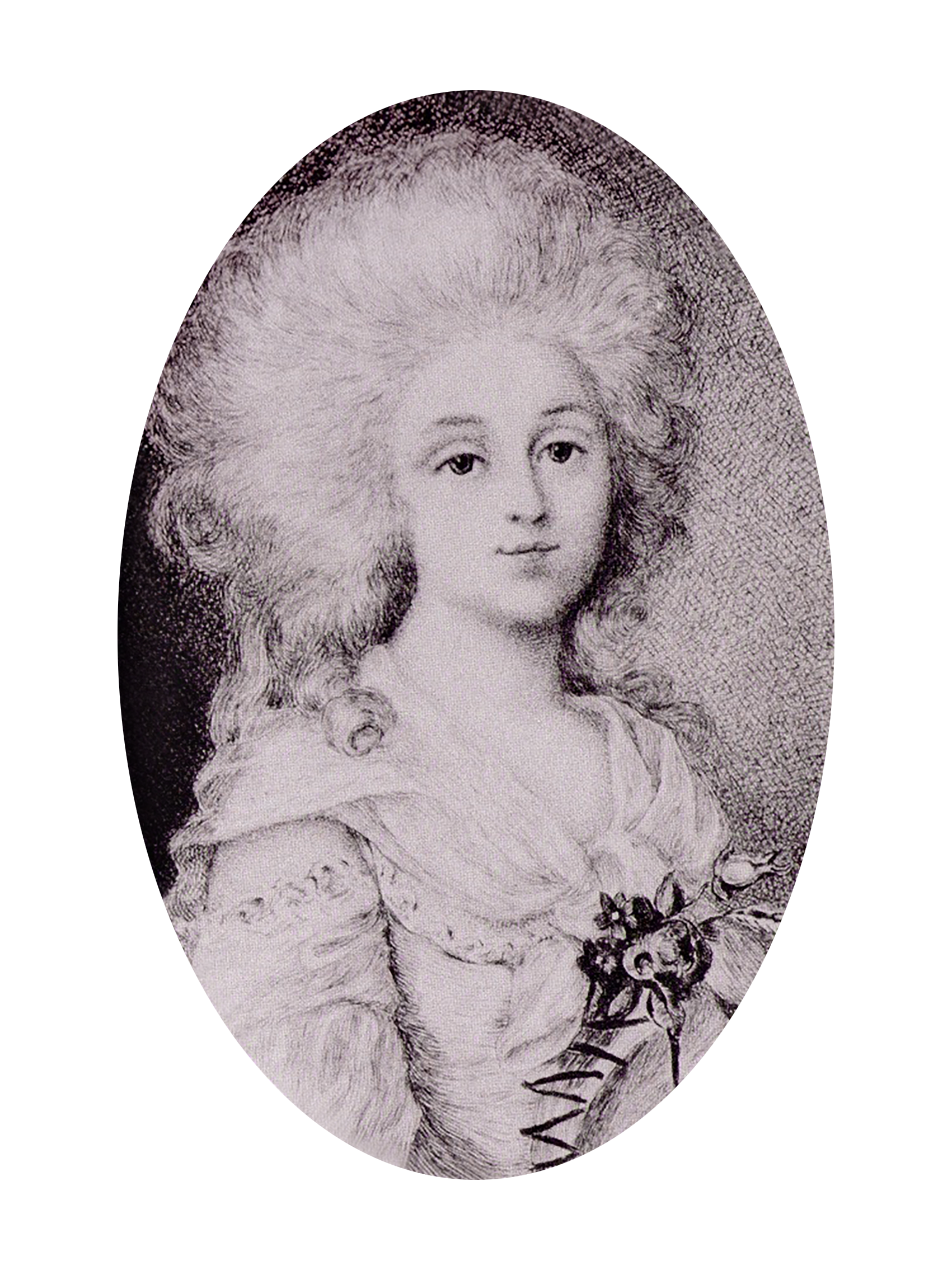
Portrait de Delphine de Custine.

Revenue de Suisse où elle était partie après sa libération, « elle n'eut plus que deux intérêts: ...rétablir ma fortune et diriger mon éducation » ainsi que l'écrit son fils. Delphine de Custine mit 20 ans à récupérer une partie des biens familiaux qui avaient été saisis.
En 1803, sur les conseils de Chateaubriand, Delphine de Custine achète le château de Fervaques. Elle se met à la peinture, et son œuvre est saluée par Elisabeth Vigée-Lebrun. Elle anime également des salons littéraires et artistiques à Fervaques. Dans ses salons se retrouvent, entre autres, Chateaubriand, Henri-Philippe Gérard, Charles-Julien Lioult de Chênedollé et David Ferdinand Koreff.
« Ma mère devint le centre d'un cercle de personnes distinguées parmi lesquelles se trouvaient les premiers hommes de notre pays. M. de Chateaubriand est resté son ami jusqu'à la fin ».
En 1814, elle rejoint le comte d'Artois à Bâle, où les partisans des Bourbons attendent le moment de restaurer la monarchie.

## Hommages et postérité
En 1802, Germaine de Staël développe son personnage principal en s'inspirant directement de Delphine de Custine pour son roman Delphine.
Connue pour sa beauté et son intelligence, Laure Junot d'Abrantès la décrit ainsi : « une de ces belles créatures que Dieu donne au monde dans un moment de munificence ».
Chateaubriand a écrit à son sujet dans ses Mémoires d'outre-tombe.
Les mémoires de Delphine de Custine ont été publiés en 1912.

### Biographies
- Agénor Bardoux, Études sociales et littéraires. Madame de Custine, d'après des documents inédits, Paris, Calmann Lévy éditeur, 1888, 432 p. (lire en ligne)
- Gaston Maugras et cte P. de Croze-Lemercier, Delphine de Sabran Marquise de Custine, Plon, 1912.
- (en) Delphine de Custine (trad. Gaston Maugras et Le Comte P. de Croze-Lemercier), Memoirs of Delphine de Sabran, Marquise de Custine., New-York, George H. Doran Co., 1912, 372 p. (OCLC 24308531)
- Julien-Frédéric Tarn, Le Marquis de Custine ou les Malheurs de l'exactitude, Paris, Fayard, 1985, 815 p. (ISBN 978-2-213-01548-4).

### Correspondance
- François-René de Chateaubriand, Delphine deCustine et Émile Chédieu de Robethon (dir.), Chateaubriand et Mme de Custine : épisodes et correspondance inédite, Paris, E. Plon, Nourrit, 1893, 292 p. (OCLC 461672724)
- Astolphe de Custine, Delphine de Custine, Karl August Varnhagen von Ense, Rahel Varnhagen von Ense et al., Lettres du marquis A. de Custine à Varnhagen d'Ense et Rahel Varnhagen d'Ense : accompagnées de plusieurs lettres de la comtesse Delphine de Custine et de Rahel Varnhagen d'Ense, Bruxelles, H. Merzbach, 1870, 511 p. (OCLC 457325242)

### Mémoires
- Armand de Pontmartin, « Madame de Custine (25 juin 1888) », Souvenirs d'un vieux critique, dixième série, Paris, Calmann Lévy, 1889, p. 49-64.

### Études
- Delphine Custine, Francisco de Miranda et Caracciolo Parra Pérez (Annotation et commentaire), Delphine de Custine, belle amie de Miranda : Lettres inédites publiées avec une introduction et des notes par C. Parra-Pérez., Paris, Éditions Excelsior, 1927, 96 p. (OCLC 4081064)
- (it) Delphine de Custine, Ennio Francia, Louise Maximiliane Caroline Emanuele Albany et Jeanne Françoise Julie Adélaïde Bernard Récamier, Lettere inedite, Rome, Edizioni di Storia e letteratura, 1972, 174 p. (OCLC 81303006)

### Articles
- Samantha Caretti, « Lyre et délire : à propos de la poétique amoureuse de Delphine de Custine dans ses lettres à Chateaubriand », Itinéraires épistolaires : volume en hommage à Brigitte Diaz, Presses universitaires de Caen, décembre 2021.